# Youyou Tu
Youyou Tu (屠呦呦;Ningbo, 12 december 1930) is een Chinees farmacologe. Zij kreeg in 2015 de Nobelprijs voor Fysiologie of Geneeskunde voor haar ontdekking van artemisinine en dihydroartemisinine die als middel tegen malaria miljoenen levens gered hebben. Tu is de eerste Chinese vrouw die een Nobelprijs gewonnen heeft.

## Biografie
Tu studeerde farmacie van 1951 tot 1955 aan de medische universiteit van Peking. Later kreeg ze een twee-en-halfjarige opleiding in de traditionele Chinese geneeskunde. Na haar afstuderen ging ze werken voor de Academie van Traditionele Chinese Medicijnen in Beijing. Sedert 2000 is zij hoogleraar aan dit instituut waar ze bezig houdt met de traditionele kruidengeneeskunde.

## Werk
Voorzitter Mao Zedong gaf persoonlijk opdracht op 23 mei 1967 om het Project 523 te starten. Meer dan 500 Chinese geleerden zochten langs twee wegen naar een nieuw malaria geneesmiddel. De ene groep zocht via de moderne chemische route, de andere groep greep terug op de traditionele Chinese geneeswijzen, waarbij circa 2000 kruiden werden gescreend. Door oude geschriften over traditionele Chinese kruidengeneeskunde zorgvuldig te bestuderen kwam de laatste groep, onder leiding van Youyou Tu, het werkzame bestanddeel van de zomeralsem (Artemisia annua) op het spoor. Van deze plant, Qing Hao in het Chinees, was reeds in 168 v.Chr. bekend dat het werkzaam was om malariakoorts te onderdrukken. Tevens ontdekte Tu – via het werk van alchemist Ge Hong uit 343 – dat het bestandsdeel niet met heet maar met koud water uit de alsem moest worden geëxtraheerd. Deze stof, artemisinine genaamd, bleek zeer effectief te zijn tegen malariaparasieten, zowel bij dieren als mensen.
In combinatie met andere antimalaria medicijnen (om resistentie te voorkomen) wordt artemisinine overal ingezet waar malaria voorkomt. Dankzij deze combinatietherapie nam het aantal mensen die overlijden door malaria, sinds de jaren zestig, met twintig procent af. Bij kinderen is de sterfte met meer dan dertig procent gedaald.

## Erkenning
Hoewel Tu artemisinine al begin jaren zeventig had ontdekt zou het nog tientallen jaren duren voordat dit geneesmiddel ook in het Westen bekend werd. Mede omdat project 523 werd beschouwd als een militair geheim, zeker gedurende het tumult van de Vietnamoorlog en Mao's Culturele Revolutie. Pas in 1977 kreeg Tu toestemming om haar ontdekking te publiceren – wel anoniem om de eenheid van de communistische staat te benadrukken. Op een bijeenkomst van de Wereldgezondheidsorganisatie WHO in Beijing in 1981 presenteerde Tu het werk van project 523. In 2000 zou de WHO het onderzoek erkennen en pas in 2006 werd de identiteit van Tu bekend als ontdekster van artemisinine. Voor dit werk ontving Tu in 2011 de Lasker-DeBakey Award en in 2015 de Nobelprijs voor Geneeskunde.
- Bibsys: 1512647518996
- Bibliothèque nationale de France: cb178622970 (data)
- Gemeinsame Normdatei: 1114308986
- International Standard Name Identifier: 0000 0004 5699 9060
- Library of Congress Control Number: n2016183752
- Bibliotheek van het Japanse parlement: 001325444
- Système universitaire de documentation: 241331919
- Virtual International Authority File: 458144783032780720657
- WorldCat: E39PBJbCHJpyrHKWvxHMQxqhHC

1901: Behring · 
1902: Ross · 
1903: Finsen · 
1904: Pavlov · 
1905: Koch · 
1906: Golgi, Ramón y Cajal · 
1907: Laveran · 
1908: Mechnikov, Ehrlich · 
1909: Kocher · 
1910: Kossel · 
1911: Gullstrand · 
1912: Carrel · 
1913: Richet ·
1914: Bárány · 
1919: Bordet · 
1920: Krogh · 
1922: Hill, Meyerhof · 
1923: Banting, Macleod · 
1924: Einthoven ·
1926: Fibiger · 
1927: Wagner-Jauregg · 
1928: Nicolle · 
1929: Eijkman, Hopkins · 
1930: Landsteiner · 
1931: Warburg · 
1932: Sherrington, Adrian · 
1933: Morgan · 
1934: Whipple, Minot, Murphy · 
1935: Spemann · 
1936: Dale, Loewi · 
1937: Szent-Györgyi · 
1938: Heymans · 
1939: Domagk · 
1943: Dam, Doisy · 
1944: Erlanger, Gasser · 
1945: Fleming, Chain, Florey · 
1946: Muller · 
1947: C. Cori, G. Cori, Houssay · 
1948: Müller · 
1949: Hess, Moniz · 
1950: Kendall, Reichstein, Hench · 
1951: Theiler · 
1952: Waksman · 
1953: Krebs,Lipmann ·
1954: Enders, Weller, Robbins · 
1955: Theorell · 
1956: Cournand, Forssmann, Richards · 
1957: Bovet · 
1958: Beadle, Tatum, Lederberg · 
1959: Ochoa, Kornberg · 
1960: Burnet, Medawar · 
1961: Békésy · 
1962: Crick, Watson, Wilkins · 
1963: Eccles, Hodgkin, Huxley · 
1964: Bloch, Lynen · 
1965: Jacob, Lwoff, Monod · 
1966: Rous, Huggins · 
1967: Granit, Hartline, Wald · 
1968: Holley, Khorana, Nirenberg · 
1969: Delbrück, Hershey, Luria · 
1970: Katz, Euler, Axelrod · 
1971: Sutherland · 
1972: Edelman, Porter · 
1973: Frisch, Lorenz, Tinbergen · 
1974: Claude, De Duve, Palade · 
1975: Baltimore, Dulbecco, Temin ·
1976: Blumberg, Gajdusek · 
1977: Guillemin, Schally, Yalow · 
1978: Arber, Nathans, Smith · 
1979: Cormack, Hounsfield · 
1980: Benacerraf, Dausset, Snell · 
1981: Sperry, Hubel, Wiesel · 
1982: Bergström, Samuelsson, Vane · 
1983: McClintock · 
1984: Jerne, Köhler, Milstein · 
1985: Brown, Goldstein · 
1986: Cohen, Levi-Montalcini · 
1987: Tonegawa · 
1988: Black, Elion, Hitchings · 
1989: Bishop, Varmus · 
1990: Murray, Thomas · 
1991: Neher, Sakmann · 
1992: Fischer, Krebs · 
1993: Roberts, Sharp · 
1994: Gilman, Rodbell · 
1995: Lewis, Nüsslein-Volhard, Wieschaus · 
1996: Doherty, Zinkernagel · 
1997: Prusiner · 
1998: Furchgott, Ignarro, Murad · 
1999: Blobel · 
2000: Carlsson, Greengard, Kandel ·
2001: Hartwell, Hunt, Nurse · 
2002: Brenner, Horvitz, Sulston · 
2003: Lauterbur, Mansfield · 
2004: Axel, Buck · 
2005: Marshall, Warren ·
2006: Fire, Mello ·
2007: Capecchi, Smithies, Evans ·
2008: Zur Hausen, Barré–Sinoussi, Montagnier ·
2009: Blackburn, Greider, Szostak ·
2010: Edwards ·
2011: Beutler, Hoffmann, Steinman ·
2012: Gurdon, Yamanaka ·
2013: Rothman, Schekman, Südhof ·
2014: O'Keefe, Moser, Moser ·
2015: Campbell, Omura, Tu ·
2016: Osumi ·
2017: Hall, Rosbash, Young ·
2018: Allison, Honjo ·
2019: Kaelin, Ratcliffe, Semenza ·
2020: Alter, Houghton, Rice ·
2021: Julius, Patapoutian ·
2022: Pääbo ·
2023: Karikó, Weissman ·
2024: Ambros, Ruvkun